# Оберле (Канзас)
Оберле (енгл. Oberlin) град је у америчкој савезној држави Канзас.

## Демографија
По попису из 2010. године број становника је 1.788, што је 206 (-10,3%) становника мање него 2000. године.
| Група             | 2000.         | 2010.         |
| Белци             | 1.939 (97,2%) | 1.726 (96,5%) |
| Афроамериканци    | 5 (0,3%)      | 13 (0,7%)     |
| Азијати           | 4 (0,2%)      | 5 (0,3%)      |
| Хиспаноамериканци | 23 (1,2%)     | 18 (1,0%)     |
| Укупно            | 1.994         | 1.788         |